# Prassea
Prassea (Asia Minore, II secolo – III secolo) è stato un teologo e predicatore greco antico antimontanista.
È noto solo grazie all'opera di Tertulliano "Adversus Praxean". Il suo nome figura nell'elenco delle eresie allegato al De praescriptionibus (un'epitome anonima del perduto Syntagma di Sant'Ippolito di Roma), a causa di una errata correzione fatta da un antico amanuense per Noeto.

Le sue posizioni si collocano a metà fra l'eresia monarchiana e quella modalista.

## Biografia
L'asiatico Prassea si fregiava con orgoglio, narrava Tertulliano, del titolo di confessore della Fede perché era stato per qualche tempo in prigione. Intorno al 190, giunse a Roma, dove venne ben ricevuto da Papa Vittore I, che lo teneva in grande considerazione. Nella città, Prassea si dedicò a combattere le eresie, da quella adozionista di Teodato di Bisanzio a quella montanista. Papa Zefirino, però, aveva deciso di dare credito ai doni profetici di Montano, Prisca, e Massimilla (se si deve dar credito a Tertulliano) e l'intenzione era già stata sufficientemente pubblicizzata da portare la pace alle Chiese d'Asia e di Frigia, ma Prassea convinse il papa a rivedere la sua decisione ed a scomunicare Montano. A causa di questa opposizione al montanismo, Prassea si tirò addosso le ire di Tertulliano, che era già un simpatizzante montanista.
Prassea giunse a Cartagine prima che Tertulliano fuoriuscisse dalla chiesa (circa 206-208) e qui insegnava la dottrina monarchiana, o almeno una dottrina che Tertulliano considerava antitrinitaria e anticristiana:
(Tertulliano, Adversus Praxen)
Secondo l'Enciclopedia Cattolica, Tertulliano avrebbe bollato gli insegnamenti di Prassea come una dottrina di stampo monarchiano, mentre secondo interpretazioni più recenti e aggiornate si tratterebbe di un punto di vista assimilabile all'eresia modalista, che fu ripreso da Sabellio, un altro maestro spirituale cristiano attivo a Roma, dal quale la dottrina assunse successivamente il nome di sabellianismo.
Secondo il teologo Olson, Prassea fu il primo autore del cristianesimo primitivo a tentare di elaborare una dottrina sistematica della Trinità.

Tuttavia, egli negò la realtà ontologica della Trinità, l'esistenza di tre persone distinte e di altrettante relazioni personali nell'unico Dio: stando alla descrizione del suo pensiero fornita da Tertulliano, Prassea negò l'esistenza personale dello Spirito Santo Dio, assimilandoLo ad una manifestazione del Padre e del Figlio e, di conseguenza, affermò anche che in croce morirono sia il Padre che il Figlio. In questo modo, egli avrebbe ridotto il Padre, il Figlio e lo Spirito Santo a tre aspetti o ruoli di un'unica persona divina.
Fu confutato, evidentemente da Tertulliano stesso, e fornì un chiarimento o una ritrattazione scritta che, quando dopo molti anni Tertulliano scrisse l'Adversus Praxean, era ancora nelle mani delle autorità della Chiesa cartaginese, i "carnali", come era solito chiamarli. Durante gli anni trascorsi a Cartagine, Prassea sarebbe stato un avversario dell'eresia montanista, alla quale avrebbe opposto delle tesi simil-monarchiane, riviste successivamente quando si sarebbe reso conto del pericolo di fraintendimenti da parte dei fedeli di Gesù Cristo.
Comunque, quando Tertulliano scrisse il suo libro, non era più nella Chiesa e sorge il sospetto che fosse parte di una campagna denigratoria architettata per gettare discredito su uno dei più strenui oppositori del montanismo: il monarchianismo di cui parlava Tertulliano, era indubbiamente quello di Epigono e Cleomene. A parte quest'opera, ci sono ben pochi motivi per pensare che Prassea fosse un eresiarca, e ancor meno per identificarlo con Noeto di Smirne, o con uno dei suoi seguaci.
Ad ogni buon conto, non risulta che Prassea subì alcuna persecuzione o scomunica da parte di Vittore I o di Zefirino, né, d'altra parte, risulta nemmeno che sia mai proclamato Santo e Padre della Chiesa da nessuna delle Chiese cristiane che ammettono il culto dei santi.